# Кожгора
Кожгора — деревня в Холмогорском районе Архангельской области.

## География
Находится в центральной части Архангельской области на расстоянии приблизительно 1 км на север по прямой от села Емецк.

## История
В 1859 году здесь (тогда деревня Холмогорского уезда Архангельской губернии) было учтено 16 дворов, в 1905 — 13. До 2022 года входила в Емецкое сельское поселение до его упразднения.

## Население
Численность населения: 99 человек (1859 год), 63 (1905), 100 (русские 98 %) в 2002 году, 90 в 2010.